# Camahuetos Rugby Club
El Camahuetos Rugby Club es un club de rugby de Chile con sede en la ciudad de Calbuco, Región de Los Lagos.

## Historia
Si bien fue fundando el 2004, obtuvo personalidad jurídica el 12 de octubre de 2006. Es uno de los equipos fundadores de la Asociación de Rugby del Sur (ARUS), que abarca a los equipos de rugby competitivo en las regiones de los Ríos, y Los Lagos.

## Palmarés

### Torneos regionales
- Copa Max Brauning (2): 2011,[2] 2014.[3]